# Hugh Morren
Pour les articles homonymes, voir Morren.
Hugh Morren (1921-1995) est un auteur de bande dessinée britannique.

## Biographie
Du milieu des années 1950 à la fin des années 1960, il collabore à de nombreux périodiques jeunesse publiés par D. C. Thomson & Co. (The Beano où il dessine notamment Wee Peem (en), The Dandy (en) où il réalise de 1958 à 1984 The Smasher (en), The Beezer (en), The Hotspur (en)). 
En 1968, le Daily Sketch lance son comic strip humoristique Wack, dont le héros est un ouvrier paresseux. Le petit succès de cette série conduit The Sun à la reprendre, et permet à Morren de devenir dessinateur professionnel.